# Ladrones en el foro
Ladrones en el foro es el primer libro de la colección Misterios romanos, escrito por Caroline Lawrence. 

## Argogogomento
Flavia Gémina es la hija de Gémino, capitán de una embarcación. Un día a su padre se le pierde un sello y descubre que está en la Necrópolis, pero cuando lo coge del nido de una urraca en un árbol, unos perros salvajes intentan morderla. La oye un niño judío y la salva. Después descubre que es su vecino, que se llama Jonatan, y se hace muy buena amiga de él. El día de su cumpleaños, su padre decide comprarle un regalo, pero ve que el venalicio (traficante de esclavos) lleva a una niña africana. Al verla, le da pena y la compra, pero no la trata como esclava, sino como una amiga. Le enseña el latín, por lo que se puede comunicar con ella y descubre que se llama Nubia. Un día, sobre la necrópolis, ven a Lupo, un niño mendigo al que le han cortado la lengua, subido en un árbol perseguido por perros. El padre de Jonatán lo salva y lo acoge. Intentan resolver los asesinatos de los perros de Jonatan y el de un amigo de su padre. Indagan todos los amigos y Scuto, el perro de Flavia; escapan de los esbirros del venalicio, y viven una aventura muy divertida. Al final, pillan al liberto, el antiguo esclavo del amigo de su padre con las manos en la masa. Había entrado en casa de Flavia para robar el tesoro de su amo, que había dejado ahí para resguardarlo. También fue él quien mató a los perros, y el general de la policía de Ostia, el sitio donde viven, lo arresta. Su padre vuelve y le hacen una fiesta de bienvenida, y le cuentan lo sucedido. Y Nubia descubre que una perra ha dado a luz a dos perros, y uno se lo queda ella y lo llama Nipur, y Jonatan se queda con otro y lo llama Tigris, porque siempre había deseado tener un perro tigre o camaleón. Al final, pasan el mes de agosto de vacaciones todos juntos con los perros y los niños dando clases con Aristo, el profesor de Flavia.

## Tiempo
- Externo: En la época romana, siglo I d. C. año 79 d. C.
- Interno:  transcurre en apoximadamente un mes

## Personajes
PRINCIPALES:
Flavia: Hija del capitán Marco Flavio Gémino y huérfana de madre. Es la protagonista de esta historia. Su edad no se dice pero debe de tener 13 años.Su nombre significa rubia.
Jonatán: Amigo asmático de Flavia que dice ser judío y resultaba ser cristiano. Estos se conocen cuando el joven le salva la vida a Flavia. Su edad no se dice pero debe de tener la misma edad que Flavia.
Núbia: Esclava africana que Flavia compra por compasión por su cumpleaños al traficante de esclavos. Esta no hablaba nada de latín y entre los dos (Flavia y Jonatán) le enseñan a hablar. Su edad es igual a la que Flavia.
Lupo: Joven mendigo de 8 años al que la han cortado la lengua. Este trepa por los árboles y pinta muy bien.
SECUNDARIOS:
Caudex:portero de la casa de Flavia.
Mardoqueo: Padre médico de Jonatán y Miriam. Siempre lleva un turbante y tiene el pelo grisáceo.
Marco Flavio Gémino: Padre de la protagonista Flavia.
Liberto: Era esclavo de un amigo de Marco Flavio Gémino, esclavo emancipado de Cordio, que pensaba adoptarle y casarlo con Miriam.Asesino de los perros.
Publio Avito Próculo: Supuesto asesino de los perros, padre de Avita y esposo de Julia  y principal sospechoso que al final se suicida tirándose del faro.
Venalicio: El malvado traficante de esclavos que amenazaba a Flavia con raptarla.
Miriam: Hermana de Jonatán que en la historia cumple 13 años.
Alma: Antigua nodriza de Flavia y cocinera de su casa.
OTROS:
Avita: Hija de Avito Próculo que murió de hidrofóbia o rabia.
Julia: Madre de la difunta Avita y esposa de Avito Próculo.
Cordio: Antiguo amo de liberto. Está triste porque toda su familia ha muerto
Bato: Hombre del juez que apresó a Liberto por el asesinato de los perro y el intento de robo.
Aristo: Guapo antiguo profesor de Flavia.
PERROS:
Bobas: Perro guardián asesinado de Mardoqueo, Jonatán y Miriam.
Scuto: Perro guardián de la familia de Flavia.
Nipur: Nombre de uno de los 2 cachorros que Nubia encontró en la Necrópolis, hijos de la perra preñada de la jauría salvaje. Este se llamó así, porque ese era el nombre del antiguo perro de Nubia, antes de que los esbirros de Venalicio la raptaran.
Tigris: El segundo cachorro que Nubia encontró en la Necrópolis. Se lo regaló a Jonatán para compensar la pérdida de Bobas.
- Datos: Q3040429